# Lycaena japonica
Lycaena japonica är en fjärilsart som beskrevs av Ford 1923/24. Lycaena japonica ingår i släktet Lycaena och familjen juvelvingar. Inga underarter finns listade i Catalogue of Life.